# معاهده ریو
معاهده بین‌آمریکایی کمک‌های متقابل، معاهده ریو، پیمان ریو یا معاهده کمک متقابل، یک توافقنامه امنیت جمعی بین دولتی است که در سال ۱۹۴۷ در ریو دو ژانیرو، در میان بسیاری از کشورهای قاره آمریکا امضا شد.
اصل محوری مندرج در مواد آن این است که حمله به یک کشور، باید حمله به همه آنها تلقی شود. این به عنوان دکترین «دفاع نیم‌کره» شناخته شد. با وجود این، چندین عضو، این پیمان را در موارد متعدد، نقض کرده‌اند.
این معاهده، ابتدا در سال ۱۹۴۷ ایجاد و طبق ماده ۲۲ معاهده، در سال ۱۹۴۸، لازم الاجرا شد. باهاما، جدیدترین کشوری بود که در سال ۱۹۸۲، آن را امضا و تصویب کرد.

## اعضا
اعضای فعلی:
- آرژانتین (۱۹۴۸–اکنون)
- باهاما (۱۹۸۲–اکنون)
- برزیل (۱۹۴۸–اکنون)
- شیلی (۱۹۴۸–اکنون)
- کلمبیا (۱۹۴۸–اکنون)
- کاستاریکا (۱۹۴۸–اکنون)
- جمهوری دومینیکن (۱۹۴۸–اکنون)
- السالوادور (۱۹۴۸–اکنون)
- گواتمالا (۱۹۴۸–اکنون)
- هائیتی (۱۹۴۸–اکنون)
- هندوراس (۱۹۴۸–اکنون)
- پاناما (۱۹۴۸–اکنون)
- پاراگوئه (۱۹۴۸–اکنون)
- پرو (۱۹۴۸–اکنون)
- ترینیداد و توباگو (۱۹۶۷–اکنون)
- ایالات متحده آمریکا (۱۹۴۸–اکنون)
- اروگوئه (۱۹۴۸–۲۰۱۹، ۲۰۲۰–اکنون)[ب]
- ونزوئلا (۱۹۴۸–۲۰۱۵، ۲۰۱۹–اکنون)[الف]

اعضای تعلیق شده:
- کوبا (۱۹۴۸–۱۹۶۲)[پ]

اعضای سابق:
- بولیوی (۱۹۴۸–۲۰۱۴)[ت]
- اکوادور (۱۹۴۸–۲۰۱۶)[ث]
- مکزیک (۱۹۴۸–۲۰۰۴)[ج]
- نیکاراگوئه (۱۹۴۸–۲۰۱۴)[چ]

## برای مطالعهٔ بیشتر
- لانگ، تی (۲۰۲۰). " پیشینه‌های تاریخی و منطقه‌گرایی پسا جنگ جهانی دوم در قاره آمریکا سیاست جهانی.